# Stephan Frucht
Stephan Frucht (* 28. Juni 1972 in Hannover) ist ein deutscher Kulturmanager und Musiker. Von 2006 bis 2014 war er Geschäftsführer des Kulturkreises der Deutschen Wirtschaft im Bundesverband der Deutschen Industrie (BDI) in Berlin. Ab 2015 ist er künstlerischer Leiter des Siemens Arts Program, Berlin / München.

## Leben
Nach seinem Violin-Diplom an der Universität der Künste (UdK) studierte Stephan Frucht Dirigieren an der Hochschule für Musik „Hanns Eisler“ in Berlin. Parallel zu seiner künstlerischen Ausbildung absolvierte er ein Studium der Humanmedizin und promovierte 2002 an der Berliner Humboldt-Universität. Kurz darauf wurde er Referent der CDU/CSU-Bundestagsfraktion in der Enquête-Kommission „Kultur in Deutschland“. Ab 2006 leitete er als Geschäftsführer den Kulturkreis der deutschen Wirtschaft im BDI e.V. sowie die Kulturstiftung der deutschen Wirtschaft. Frucht ist Musiker, Kulturmanager, Autor, und Herausgeber zahlreicher Musik-Produktionen. Als Dirigent sind von ihm zahlreiche Einspielungen erschienen, darunter Produktionen mit der Orchester-Akademie der Berliner Philharmoniker und der Bayerischen Staatsoper, dem Deutschen Symphonie-Orchester Berlin oder der Deutschen Oper Berlin. Für seine Einspielung des Klavierkonzertes von Viktor Ullmann mit dem Rundfunk Sinfonieorchester Berlin (RSB) erhielt er den OPUS Classic für die beste Konzerteinspielung 2020. International fanden seine Dirigate des Sofia Philharmonic, Armenian State Symphony Orchestra und der Zürcher Oper große Beachtung.
Frucht setzt sich mit großem Nachdruck für den musikalischen Top-Nachwuchs ein. Der von ihm begründete Musik-Wettbewerb „Ton und Erklärung“ bildete den Karrierestart vieler Künstlerinnen und Künstler von Weltrang, wie etwa Hanna Elisabeth Müller oder Elsa Dreisig. Frucht ist zudem gefragter Speaker, Ratgeber bei Unternehmen, Stiftungen sowie kulturellen und politischen Institutionen. Als Honorarprofessor an der Musikhochschule Karlsruhe arbeitet er mit Studierenden in der künstlerischen Ausbildung. Zudem lehrt er regelmäßig an der Harvard Kennedy School in Cambridge sowie an der ESMT Berlin. Seit 2015 ist er Künstlerischer Leiter des Siemens Arts Programs und leitet die globale Leitung aller Kultur- und Sponsoringprogramme der Siemens AG.

## Mandate und Mitgliedschaften
Mitglied im Stiftungsrat der Siemens Stiftung, Mitglied im Vorstand Siemens Caring Hands e.V., Vorsitzender VBKI-Kulturausschuss.
Vorstandsvorsitzender der Gesellschaft der Freunde der Musik und Theater München e.V., stv. Kuratoriumsvorsitzender der Stiftung Preußischer Kulturbesitz.
Als gewähltes stv. Mitglied im Beirat der GVL (Gesellschaft zur Verwertung von Leistungsschutzrechten) vertritt Frucht die Gruppe der Dirigenten und künstlerischen Produzenten.
Kuratoriums-Mitgliedschaften: Bayreuther Festspiele, Berliner Staatsoper unter den Linden, Stiftung Musikleben, Rheingau Musikfestival, Karajan-Akademie der Berliner Philharmoniker, Stiftung Neues Konzerthaus München, ARD-Hauptausschuss für den Intern. ARD-Musikwettbewerb.
Weitere Engagements: Kulturkreis der Deutschen Wirtschaft im BDI e.V., Rotary Club Berlin Nord., Menuhin „Live Music Now“.
Altmandate: Vorsitzender des Hochschulrates der Musikhochschule Karlsruhe, Vorstand der Brandenburgischen Sommerkonzerte, im Herausgeberbeirat der Deutschen Standards für Corporate Collections, Gründungsmitglied des Weltkulturforums Dresden, Dialogforum Musikwirtschaft, Verband unabhängiger Tonträgerhersteller (VUT), GEMA

## Werke

### Musikproduktionen
- CD „Sonaten für Violine u. Klavier von C. Franck, L. Janáček“: Stephan Frucht (Violine), Luiza Borac (Klavier), 1996.
- CD „Konzerte des Barock“ von J.S. Bach, A. Vivaldi, A. Corelli: Christoph v.d. Nahmer, Stephan Frucht (Violine), Manuel v.d. Nahmer (Violoncello), Leitung: Stephan Frucht, 1997.
- CD „Bach-Jahr 2000“: Albrecht Mayer (Oboe), Radoslaw Szulc (Violine), Deutsche Kammersolisten, Leitung: Stephan Frucht (Dirigent), 2000.
- CD „Mozart in A“: Wenzel Fuchs (Klarinette), Orchester-Akademie der Berliner Philharmoniker, Leitung: Stephan Frucht (Dirigent), Sony 2001.
- CD „Romantische Serenaden“ von P. Tschaikowsky und A. Dvořák: Mendelssohn Kammerorchester Leipzig, Leitung: Stephan Frucht (Dirigent), BLC 2002.
- CD „Mozart in G“: Symphonien von W.A. Mozart, Deutsches Symphonie Orchester Berlin, Leitung: Stephan Frucht (Dirigent), Sony 2008.
- CD „Adagio im Auto“: Klaviermusik von W.A. Mozart, Deutsche Oper Berlin, Leitung Stephan Frucht (Dirigent), Klavier: Christoph Eschenbach, Lars Vogt, u. a., BLC 2011.
- CD „Cellokonzerte von Haydn, Mozart und CPE Bach“, Valentin Radutiu (Violoncello), Münchener Kammerorchester, Stephan Frucht (Dirigent), 2015.
- CD „Gulda Cellokonzert, Tschaikowski Rokoko Variationen“, Jakob Spahn (Cello), Orchesterakademie des Bayerischen Staatsorchesters, Stephan Frucht (Dirigent), Haenssler 2017
- CD „Viktor Ullmann Klavierkonzert“, Annika Treutler (Klavier), Rundfunk Sinfonieorchester Berlin, Stephan Frucht (Dirigent), EDEL 2019

### Rundfunkproduktion
- RBB: „Ginevras Lied“ von Manfred Trojahn, Stephan Frucht (Violine), 1997.
- Livekonzert im NDR, Sonaten von Manfred Trojahn, Stephan Frucht (Violine), Mi Jo Lee (Klavier), 1996.

### Bücher/Studien
- Freundeskreise und Fördervereine für die Kultur in Deutschland, Hrsg.: Stephan Frucht, 2008.
- Unternehmerische Kulturförderung in Deutschland, Hrsg.: Stephan Frucht / F. v. Reden, 2010.

### Auszeichnungen
- OPUS Klassik 2019/20 für die Beste Konzerteinspielung